# Gerres silaceus
Gerres silaceus är en fiskart som beskrevs av Iwatsuki, Kimura och Yoshino 2001. Gerres silaceus ingår i släktet Gerres och familjen Gerreidae. Inga underarter finns listade i Catalogue of Life.